# William Smith (Seefahrer)
William Smith (* 11. Oktober 1790 in Seaton Sluice; † 1847) war ein englischer Seefahrer, der als Entdecker der Südlichen Shetlandinseln gilt. Er sichtete und betrat als Erster Land südlich von 60° Süd.

## Leben

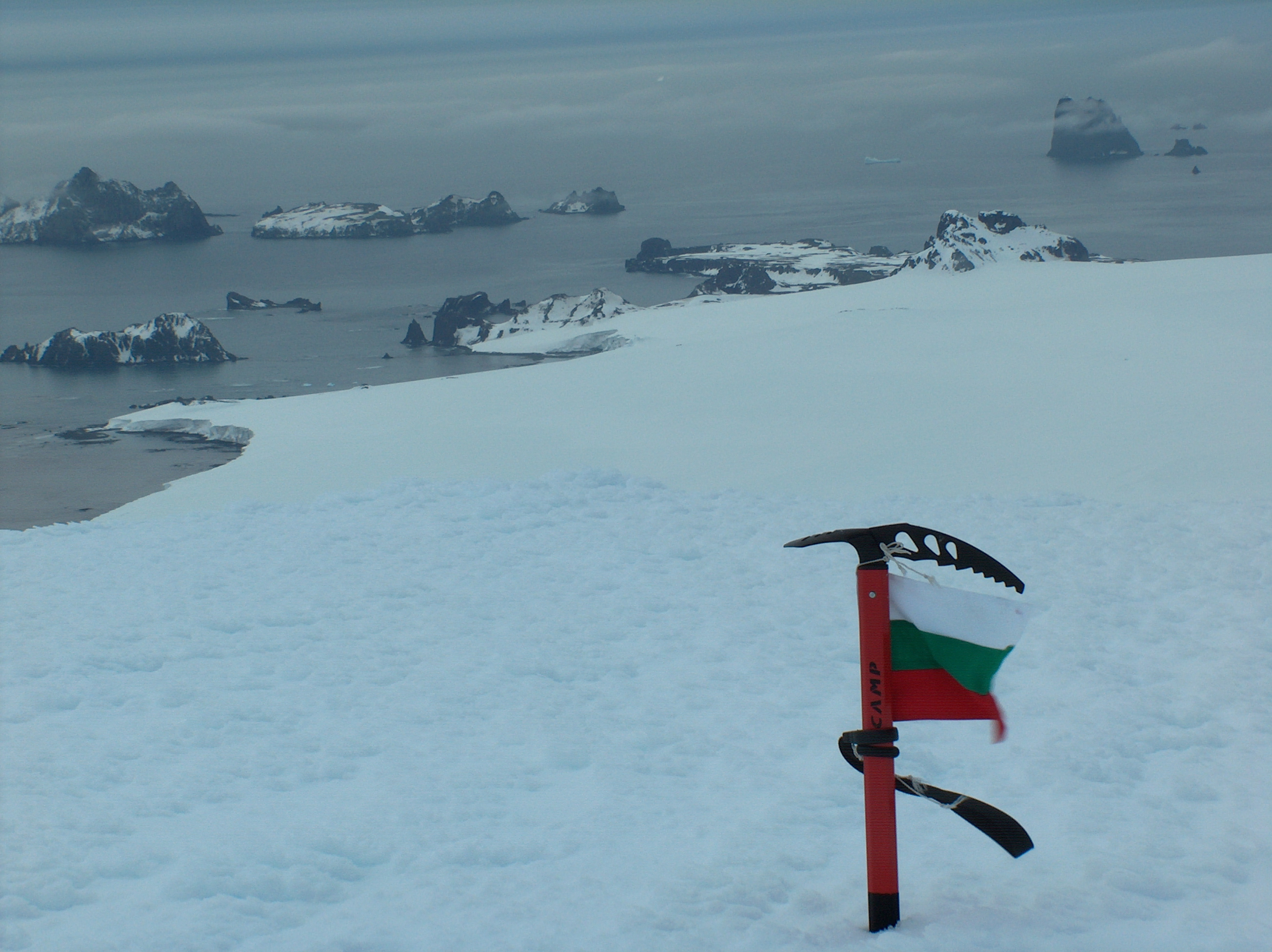
Williams Point auf der Livingston-Insel

Er war der Sohn des gleichnamigen Tischlers William Smith und dessen Frau Mary, geborene Sharp. 1819 segelte Smith als Kapitän der Williams von Buenos Aires nach Valparaíso und kam bei dem Versuch, möglichst günstige Winde für die Umschiffung von Kap Hoorn zu finden, vom eigentlichen Kurs ab. Am 19. Februar 1819 sichtete er bei 60° und noch einmal bei 62° 40′ westlicher Länge Land, das er jedoch nicht betrat. Er nannte den Ort nach seinem Schiff Cape Williams (heute Williams Point, der nordöstlichste Punkt der Livingston-Insel) und das Land New South Britain. In Valparaiso berichtete er William H. Shirreff (1785–1847), Kapitän der HMS Andromache und ranghöchster britischer Marineoffizier am Ort, von seiner Entdeckung. Dieser schenkte ihm jedoch keinen Glauben, sondern war der Meinung, Smith hätte Eisberge gesehen. Auf der Rückreise nach Montevideo schlug Smith deshalb wieder einen südlichen Kurs ein und drang am 15. Juni 1819 bis 61° 12′ südlicher Breite vor, befand sich aber zu weit westlich, um die Inseln erneut zu sichten. Wegen der ungünstigen Verhältnisse im südlichen Winter brach er die Suche ab.
Auf seiner dritten Fahrt kamen die Inseln am 14. Oktober erneut in Sicht. Er segelte an den Küsten der Inseln Greenwich, Robert und Nelson Island entlang und landete schließlich am 16. Oktober 1819 auf King George Island. Er nahm die Inselgruppe für die britische Krone in Besitz und gab ihr nun den Namen New South Shetland. Es war die erste bekannte Anlandung südlich des 60. südlichen Breitengrades. Weiter westwärts segelnd erreichte er am 18. Oktober Smith Island. Als er am 24. November wieder in Valparaiso war, konnte er Shirreffs Zweifel zerstreuen. Dieser charterte die Williams, stellte sie unter das Kommando Edward Bransfields und schickte ihn im Dezember 1819 mit Smith als Steuermann sowie drei Midshipmen und einem Arzt nach Süden, um eine Landaufnahme der entdeckten Gebiete vorzunehmen. Nachdem sie auf King George Island gelandet waren und die Insel eine Woche lang erforscht hatten, setzten sie ihre Reise am 27. Januar 1820 fort. Sie segelten an der Südküste der Südlichen Shetland-Inseln entlang und kartierten die Küstenlinie. Am 29. Januar steuerte Bransfield unter schwierigen Wetterbedingungen einen südlichen Kurs. Am 30. Januar 1820 entdeckte die Expedition Deception Island und sichtete später am Tag eine Gebirgskette, die von Nordosten nach Südwesten verlief, wahrscheinlich den, heute Trinity-Halbinsel genannten, nördlichsten Teil der Antarktischen Halbinsel. Die Williams folgte der Packeisgrenze bis nach Elephant Island und Clarence Island, wo die Expedition noch einmal an Land ging.
Es ist bis heute strittig, ob Smith und Bransfield den antarktischen Kontinent entdeckt haben. Wahrscheinlich gebührt diese Ehre Fabian von Bellingshausen, der bereits drei Tage zuvor die Prinzessin-Martha-Küste in der Ostantarktis von der Korvette Wostok aus gesichtet hatte.
Eine Folge der Entdeckung der Südlichen Shetlandinseln war ein Ansturm von Walfängern und Robbenschlägern. Smith beteiligte sich 1820/21 mit zwei Schiffen an der Ausbeutung der natürlichen Ressourcen und kehrte – wie berichtet wird – mit 60.000 Robbenfellen zurück, was übertrieben klingt. Nach seiner Ankunft in London am 17. September 1821 musste er feststellen, dass seine Geschäftspartner inzwischen bankrottgegangen waren. Smiths gesamte Ladung wurde gepfändet, und er musste ebenso Insolvenz anmelden. Anschließend arbeitete er mehrere Jahre als Kapitän im Linienverkehr zwischen London und Harwich. 1827 erhielt er durch Vermittlung seines Freundes James Weddell nochmals ein Kommando über ein Walfangschiff, mit dem er bis 1830 mit wechselhaftem Erfolg in der Davisstraße auf Jagd ging. Der mittellose Smith beantragte 1838 die Aufnahme in ein Armenhaus. 1847 starb er.

## Ehrungen
Nach William Smith ist die Insel Smith Island mit ihrem nördlichsten Punkt Kap Smith benannt.